# 三好大貴
三好 大貴（みよし だいき、1992年7月27日 - ）は、日本の俳優である。大阪府出身。
株式会社ワタナベエンターテインメント関西事業部、劇団Patch 所属。

## 人物
- 2012年の第1回Patchメンバーオーディションにて、第一期メンバーとして合格。同年秋舞台デビューする。
- 劇団Patchでは劇団員としてのほか、脚本・演出・音楽制作など、多角的に制作に携わっている。
- 愛称は「らん」。
- 特技：弾き語り、短距離走、ギター弾き語り、コーヒーコーディネーター（資格あり）[1]
- 趣味：料理、作詞、サウナ巡り、喫茶店巡り、イラストデザイン[1]
- 専門学校ESPエンタテインメント卒業

## 出演

### テレビドラマ
- 果し合い（2015年、CS時代劇専門チャンネル）
- BS時代劇 子連れ信兵衛 （2015年、NHK） - 板前 役
- 赤かぶ検事奮戦記 （2016年、TBS）
- BS時代劇 雲霧仁左衛門3 第五話（2017年、NHK）
- 木曜ミステリー「遺留捜査」（2017年、テレビ朝日）
- 池波正太郎時代劇 光と影（2017年、BSジャパン）
- 必殺仕事人（2018年、テレビ朝日）
- BS時代劇 雲霧仁左衛門4（2018年、NHK）
- ドラマ10「女子的生活」（2018年、NHK）
- 連続テレビ小説「まんぷく」（2018年、NHK） - 峰岸政利 役
- ドラマスペシャル『検事・佐方~恨みを刻む~』（2020年9月6日、テレビ朝日）
- 連続テレビ小説「おちょやん」（2021年5月7日、NHK） - 岸野為雄 役

### 映画
- ラブラブROUTE21（2014年5月30日）
- 日本のいちばん長い日（2015年8月8日）
- 合葬（2015年9月26日）
- ぼくは明日、昨日のきみとデートする （2016年12月17日）
- 決算！忠臣蔵（2019年11月22日）
- ペテン狂騒曲（2024年7月5日） - 副島直哉 役[2]

### 舞台
2012年
- 劇団Patch旗揚げ公演『OLIVER BOYS』（10月4 - 5日、ABCホール）- 佐久間禄郎 役

2013年
- Patch stage vol.2『巌窟少年』（3月29日 - 31日、ABCホール）- モリス 役
- Patch stage vol.3『白浪クインテット』（10月11日 - 14日、ABCホール）- 鬼面惣之助 役

2014年
- Patch stage vol.4『破壊ランナー』（3月6日 - 9日、ABCホール）- ライデン 役
- Patch8番勝負『11人の嫉妬する男たち〜11 JEALOUS MEN〜』（5月18日 - 19日、森ノ宮ピロティホール・サブホール）
- Patch8番勝負『殺人の原稿犯で逮捕します』（6月22日、森ノ宮ピロティホール・サブホール）- カオルコ 役
- Patch8番勝負『森ノ宮演出家連続殺害事件』（7月27日、森ノ宮ピロティホール・サブホール）- 越智 役
- Patch8番勝負『魁!!男肉塾』（8月23日、森ノ宮ピロティホール・サブホール）
- Patch8番勝負『逆さの鳥』（9月29日 - 30日、森ノ宮ピロティホール・サブホール）- 浅尾 役
- Patch8番勝負『沈黙のZOO』（10月28日 - 29日、森ノ宮ピロティホール・サブホール）
- Patch8番勝負『筋肉少年』（11月19日 - 20日、森ノ宮ピロティホール・サブホール）- 山田 役
- Patch stage vol.5『観音クレイジーショー』（12月24日 - 30日、in→dependent theatre 2nd）- 観 役

2015年
- 舞台版『ボクら劇団Patchです!!』（2月1日、森ノ宮ピロティホール・サブホール）
- Patch stage vol.6『SPECTER』（3月18日 - 22日、ABCホール） - 石舟 役
- 中之島春の文化祭2015『冬の来訪者たち』（5月3日、ABCホール）
- Patch stage EX『熱海殺人事件』（8月21日 - 23日、in→dependent theatre 1st）- 主演・木村伝兵衛 役
- Dステ17th『夕陽伝』（10月21日 - 11月1日、サンシャイン劇場 / 11月21日 - 22日、森ノ宮ピロティホール）
- Patch stage vol.7『幽悲伝』（12月19日 - 20日、森ノ宮ピロティホール）- 真多羅 役

2016年
- Patch stage vol.8 浮世戯言歌劇『磯部磯兵衛物語〜浮世はつらいよ〜』高尾山地獄修業編（4月20日 - 25日、ABCホール）- 平賀源内 役
- 愛しの貧乏神（5月21日 - 22日、梅田芸術劇場シアター・ドラマシティ）
- Patch a Building 202 『アワーベイビー』（8月13日 - 15日、in→dependent theatre 1st）
- STAR☆JACKS special act 2016 『夏のランナー』（8月24日 - 28日、HEP HALL）
- Patch stage vol.9『磯部磯兵衛物語〜浮世はつらいよ〜 天晴版』（10月20日 - 25日、ABCホール）- 平賀源内 役
- メガネニカナウ2（11月11日 - 14日、in→dependent theatre 1st）
- 劇団間座旗揚げ公演『恋の虫』（12月24日 - 25日、HEP HALL）

2017年
- GPP公演『Actor,Actress,and more』（2月10日 - 12日、大阪市立芸術創造館）
- Patch stage vol.10『羽生蓮太郎』（4月20日 - 24日、in→dependent theatre 2nd）- 羽生黒男 役
- Patch a Building 303 『水の泡』（7月7日 - 10日、クリエイティブセンター大阪 ブラックチェンバー）
- STAR☆JACKS act#011『じんない』（8月24日 - 28日、ABCホール）
- Patch stage vol.11『JOURNEY-浪花忍法帖-』（9月29日 - 10月8日、in→dependent theatre 2nd / 10月20日 - 22日、新宿シアターモリエール）- 布丁 役、毘沙丸 役（※星璃との役替わり公演）
- NGK30周年記念公演 『間寛平クリスマスコメディfeat.劇団間座～ホーリーナイト アーヘーナイト～』（12月24日、なんばグランド花月）

2018年
- 平成29年度演劇鑑賞会 劇団Patch特別公演『大阪ドンキホーテ 〜スーパースター Patch ver.〜』（3月23日 - 24日、大阪市中央公会堂）- 星野輝一 役
- TAAC『正義姦』（4月13日 - 22日、浄土宗應典院 本堂）
- 朗読劇『Love Later』（6月23日、ポストよしもと）
- 吉本新喜劇 佐藤太一郎企画その21『夏の魔球'18』（7月4日 - 5日、なんばグランド花月）
- Patch stage vol.12『ボクのシューカツ。』（10月31日 - 11月4日、HEPホール / 11月15日 - 17日、銀座博品館劇場）- 男 役
- 間寛平クリスマスコメディ feat.劇団間座『「アヘ」は夜更け過ぎに「ウヒハ」と変わるだろう』（12月16日、なんばグランド花月）
- gekiGeki 4th『3人芝居クリスマスケース』（12月14・17・22 - 24日、ウイングフィールド）

2019年
- Patch × TRUMP series 10th ANNIVERSARY『SPECTER』（3月29日 - 3月31日、森ノ宮ピロティホール / 4月19日 - 21日、本多劇場） - シャド 役
- メッセンジャー黒田presents『フードコートのランスちゃん』（5月24日 - 26日、ABCホール）
- 『はい！丸尾不動産です。～本日、家をシェアします～』（6月29日 - 7月1日、ABCホール）
- RockA⁺エンターテイメント第2回公演『ROBBER's LOVER』（8月29日 - 9月1日、ABCホール）
- ハネオロシ presents 舞台『雨降る正午、風吹けば』（9月7日 - 9日、難波サザンシアター）
- 音楽劇『プラネタリウムのふたご』（9月28日、堺市立西文化会館・ウェスティホール）
- Patch stage vol.13『カーニバル！カーニバル！カーニバル！カーニバル！カーニバル！カーニバル！カーニバル！カーニバル！カーニバル！カーニバル！カーニバル！カーニバル！カーニバル！』（10月31日 - 11月3日、シアターサンモール / 11月6日 - 10日、ABCホール）- ブルータス 役（※日替わりゲスト）
- 舞台『刀剣乱舞』維伝 朧の志士たち（11月22日 - 12月1日、TOKYO DOME CITY HALL / 12月6日 - 15日、AiiA 2.5 Theater Kobe / 12月20日 - 2020年1月12日、TBS赤坂ACTシアター / 1月17日 - 1月18日、福岡サンパレス） - 南海太郎朝尊 役

2020年
- 青木豪演出 舞台「十二夜」（3月6日 - 22日、本多劇場 / 3月29日 - 31日、近鉄アート館） - セバスチャン 役
- 劇メシBetsuBara.04「ソースの定義」（9月12日 - 14日、アグレ カフェザテラス） - 主演・ウスタ 役
- shared TRUMP シリーズ 音楽朗読劇『黑世界 〜リリーの永遠記憶探訪記、或いは、終わりなき繭期にまつわる寥々たる考察について〜』（9月20日 - 10月4日、サンシャイン劇場 / 10月14日 - 20日、TTホール）
- 舞台「Gem Fragments」（12月2日 - 6日、CBGKシブゲキ!!） - ボヌール役
- カンテレ×劇団Patchプロジェクト 音楽朗読劇「マインド・リマインド〜I am…〜」（12月26日 - 27日、サンケイホールブリーゼ / 2021年1月28日 - 31日、紀伊國屋サザンシアター）

2021年
- 平成トイボックス本公演『雨降る正午、風吹けば』（2月21日・23日、五反田G2）
- TAAC『世界が消えないように』（4月7日 - 13日、駅前劇場）
- GORIZO STAGE Vol.4 舞台『天才的脱兎』（4月28日 - 5月5日、浅草九劇）
- 音楽劇『ガリレオ★CV』（5月26日 - 30日、シアターサンモール）- 木波寅太郎 役
- 『家庭教師ヒットマンREBORN!』the STAGE
  - -episode of FUTURE- 前編（7月16日 - 22日、天王洲銀河劇場 / 8月6日 - 8日、サンケイホールブリーゼ）- グロ・キシニア 役
  - -episode of FUTURE- 後編（7月28日 - 31日、天王洲銀河劇場）- ディーノ 役 ※山田ジェームス武の代役

- 朗読劇『Astrologhias！〜mythos１〜』（9月3日 - 5日、サイエンスホール）- キャンサー 役
- 朗読劇『トップスまで、あと5秒！』～伝説の舞台版『ダブルブッキング！』より～（9月8・9日、新宿シアタートップス） - 男1 役
- 舞台『野田河家の人々-ホウム。2-』（9月11日、新宿THEATER BRATS） - ゲスト出演
- LIVEDOG Produce「Kiss Me You」～がんばったシンプー達へ〜（11月17日 - 21日、シアターサンモール）
- 『幽幻道士 キョンシーズ THE STAGE』（12月8日 - 12日、新宿村LIVE） - 親方 役
- ミュージカル『浜村渚の計算ノート』（12月27日 - 30日、梅田芸術劇場シアター・ドラマシティ / 2022年1月6日 - 8日、IMAホール） - 瀬島直樹役

2022年
- 朗読劇『5 years after』ver.9（3月19日 - 21日、赤坂RED/THEATER） - 水川啓人 役
- 劇場版！たぐコミュ人狼vol.1（4月2日、ラゾーナ川崎プラザソル）
- 音楽劇『ガリレオ★CV2』（4月13日 - 17日、博品館劇場）- 小中行秀 役
- ドラマチックライブステージ『アイドルマスター SideM』（6月16日 - 26日、天王洲銀河劇場） - 山村賢 役
- 演劇ユニットSUPERNOVA stage 001『雨降る正午、風吹けば』（7月13日 - 24日、王子小劇場 / 8月18日 - 21日、大阪市立芸術創造館）- 主演・坂本治郎 役

2023年
- GORIZO STAGE Vol.7『You Know My Name?』（浅草九劇）
- 舞台「キノの旅II -the Beautiful World-」（あうるすぽっと） - シズ 役
- 舞台「フルーツバスケット 2nd season」（10月6日 - 15日、大手町三井ホール） - 草摩紅野 役

2024年
- SUPERNOVA『泡沫の空に光を飛ばした』（2月7日 - 18日、王子小劇場） - 毬井悟 役
- 舞台『夏空のモノローグ』（7月24日 - 29日、シアターサンモール） - 浅浪皓 役
- 役替わり朗読劇『5years after』ver.11（5月21日 - 23日、赤坂RED/THEATER）
- SUPERNOVA stage005『遠く吠えて花火をあげる』（5月22日 - 6月2日、王子小劇場） - コンちゃん 役
- GORIZO STAGE Vol.8『天才的脱兎 再演』（8月16日 - 25日、浅草九劇）
- NOVA.companyプロデュース『ISHIN-医新-』（8月27日 - 31日〈予定〉、六行会ホール）
- 舞台『フルーツバスケット The Final』（10月18日 - 27日、ヒューリックホール東京） - 草摩紅野 役

時期未定
- 舞台「マジシャンズ・イン・バトルセンチュリー」（シアターサンモール） - 馬込弥太郎 役（Wキャスト）
- アギト -Nightmare Madam Party-（座高円寺2） - 主演

### web演劇
- 劇団Patch Zoom生演劇「ロックダウンスパイ」全5話 （2020年5月29日 - 6月28日、Zoom） - キョウジュ 役[27]
- ネット怪談×百物語 第1話 - 10話 （2020年6月13日 - 、YouTube） - 断首台卍 役[28]
- ネット怪談×百物語シーズン5 （2020-2021年） - 断首台卍 役
- 平成トイボックス映像作品『FIRSTBOOKS』「春暁」「銀河鉄道のなかで」 （2020年12月31日、LivePocket・e+ストリーミング） - 主演[29]

### イベント
- 夏Patch2012（2012年8月5日、森ノ宮ピロティホール・サブホール）
- 冬Patch2012（2012年12月15日・16日、森ノ宮ピロティホール・サブホール）
- 月額Patch
  - vol.1 〜1000円だョ! 森ノ宮に全員集合〜（2013年8月29日、森ノ宮ピロティホール・サブホール）
  - vol.2 〜1000円だョ! 森ノ宮に全員集合〜（2013年9月22日、森ノ宮ピロティホール・サブホール）
  - vol.3 〜1000円だョ! 森ノ宮に全員集合〜（2013年10月20日、森ノ宮ピロティホール・サブホール）
  - vol.4 〜1000円だョ! 森ノ宮に全員集合〜（2013年11月29日、森ノ宮ピロティホール・サブホール）
  - vol.5 〜クリスマスだョ! 森ノ宮に全員集合〜（2013年12月25日、森ノ宮ピロティホール・サブホール）
  - vol.6「希望が峰の奇跡」（2014年1月25日、森ノ宮ピロティホール・サブホール）演出：村川勁剛
  - vol.7「ビターなバレンタイン」（2014年2月21日、森ノ宮ピロティホール・サブホール）
  - vol.8 〜公演中だョ! ABCホールに全員集合!!〜（2014年3月7日、ABCホール）
  - 特別編 〜公演終了だョ! 森ノ宮に全員集合!!〜（2014年3月28日、森ノ宮ピロティホール・サブホール）
- アニメイト×劇団Patch 6ヶ月連続イベント～もし普通のヲタクの山田知弘が「劇団Patch」をプロデュースしたら～
  - vol.1（2015年1月16日、アニメイト・大阪日本橋店）
  - vol.2（2015年2月13日、アニメイト・大阪日本橋店）
  - vol.3（2015年3月27日、アニメイト・大阪日本橋店）
  - vol.4（2015年4月25日、アニメイト・大阪日本橋店）
  - vol.5（2015年5月30日、アニメイト・大阪日本橋店）
  - vol.6（2015年6月27日、アニメイト・大阪日本橋店）
- チャリウッド2015（2015年5月16・17日、梅田MBS前）
- 劇団Patchのパッチこーい!!（2016年1月24日、HEP HALL）
- 劇団Patchで年忘れ!紅白パチ合戦2016〜前前前世から千千千円と決めてたよ〜（2016年12月31日、森ノ宮ピロティホール）
- 劇団Patchのファン感謝祭！『パッチこーい！！vol.2〜今年初めて全員揃いますねんSP！（2017年9月5日、ABCホール）
- 劇団Patchのファン感謝祭！『劇団Patchのパッチこーい!! vol.3～時は来た。全員集合2days祭り!!～』（2018年9月3日、ABCホール）
- 劇団Patchのファン感謝祭！東京初上陸『劇団Patchのパッチこーい!!〜ボクカツ。終活祭り!!～』（2018年11月18日、博品館劇場）
- 劇団Patchのファン感謝祭！『劇団Patchのパッチこーい!! vol.4～パチベンジャーズ全員集結（アッセンブル）!!2019年のエンドゲーム!!～』（2019年12月16日、YES THEATER）
- 中山義紘バースデーイベント『三十祭～なかよしの宴2020～」（2020年2月24日、森ノ宮ピロティホール） - 映像出演
- 劇団Patchのトークライブ～まいどっ！！～ （2020年4月〜2021年3月予定 ※公演中止）
- 劇団Patch結成8周年記念イベント～Patchistory from 2012 to 2020～ （2020年4月27日、ABCホール　※公演中止）
- 劇団Patch大阪パチリンピック2020 ～劇団のスポーツキングは俺だ～（2020年8月8日　※公演中止）
- 「刀剣乱舞-ONLINE-」五周年記念 「刀剣乱舞 大演練」 （2020年8月11日、東京ドーム　※公演中止）- 南海太郎朝尊 役[30]
- 朗読劇「Astrologhias！～mythos1～」DVD発売記念イベント（2021年12月19日、SUBIR AKASAKA TOKYO）
- 『Job×Chan!!　ウィンターイベント』（2021年2月27日、HALL Mixa）
- 劇団Patch 10周年記念イベント『必死のパッチでやったんで、おおきに！！』（2022年4月27日、ABCホール）
- 舞台『刀剣乱舞』七周年感謝祭 -夢語刀宴會-（ゆめがたりかたなのうたげ）（2023年8月4日 - 6日、幕張メッセ 幕張イベントホール） -  南海太郎朝尊 役[31]
- にごダイブ！2.5次元俳優×TRPGプロジェクト（2023年11月26日、時事通信ホール）[32]

### 配信イベント
- 三好大貴 28th Birthday Online Event～はじめての生誕祭2020～ （2020年7月27日、SPWN）
- 「刀剣乱舞-ONLINE-」五周年記念 「刀剣乱舞 大演練〜控えの間〜」 （2020年8月11日、DMM.com）[33]
- 三ツ星 Monthly Online Event『RUSH!! vol.1』（2021年2月14日、SPWN）
- 三ツ星 Monthly Online Event『RUSH!! vol.2〜星璃3ヶ月遅れのバースデー〜』（2021年6月29日、SPWN）
- Zoom怪談「彼岸百物語」劇団Patch vs 中山市朗（2021年9月24日・26日、Zoom）[34]
- 三ツ星 Monthly Online Event『RUSH!! vol.3～ みよちゃん２ヶ月遅れのバースデー ～』（2021年9月25日、SPWN）
- WEB配信バラエティ「Job×Chan!!～それ僕たちにやらせてください～」（2021年11月26日）[35]
- 三ツ星 Monthly Online Event 『RUSH!! vol.4～2021年総決算～』（2021年12月18日、SPWN）
- 劇団Patchファン感謝祭 『劇団Patchのパッチこーい!! 結成10周年のはじ卍リベンジャーズ お待たせしたぶん全力で楽しませるけど日和ってる奴いる!?』（2022年3月28日、SPWN）[36]

### テレビ番組
- F×Patch（2012年10月3日 - 12月19日、朝日放送）
- B×Patch（2013年1月9日 - 3月27日、朝日放送）
- Patch全開！（2013年2月15日、朝日放送）

### ラジオ
- 橋詰優子の劇場に行こう！（2013年1月13日 - 2020年3月14、ABCラジオ）
- どっちもPatch!?（2013年4月8日 - 2016年3月29日、ソラトニワ梅田）
- ボクら劇団Patchです!!（2014年4月7日 - 2016年3月23日、ラジオ大阪）
- おおきにラジオ（2015年11月8日 - 2018年10月8日、毎月8日配信、WEプレ）
- 劇団Patchのラジオdeほないこか！（2018年12月8日 - 、毎月8日配信、WEプレ）

### ドラマCD
- BrightStar ～asterisk～ 第一章・第二章（2021年1月30日） - 八木良平 役
- 「Gem Fragments」DramaCD ～Pray for the Play～（2021年3月17日） - ボヌール 役
- BrightStar〜Stargazer〜 上巻・下巻（2021年8月7日） - 八木良平 役

## 作品

### 舞台
- Patch a Building 101 『オンタマジャクシ』（2016年2月13 - 14日、フジハラビル）- 脚本・演出・音楽
- Patch a Building 202 『アワーベイビー』（2016年8月13日 - 15日、in→dependent theatre 1st） - 原案・音楽[37]
- Patch a Building 303 『水の泡』（2017年7月7日 - 10日、クリエイティブセンター大阪 ブラックチェンバー） - 企画[38]